# Kopa Antiano 2007
De Kopa Antiano 2007 was de 47ste editie van het voetbalkampioenschap van de Nederlandse Antillen, waarmee de twee Antilliaanse inschrijvingen bepaald werden voor de CONCACAF Champions League. De twee beste ploegen van Bonaire en Curaçao waren vertegenwoordigd en speelden twee pre-finalerondes. De eerste speelronde werd op Bonaire gespeeld en de tweede speelronde op Curaçao.
De finale werd op 26 augustus op Curaçao in Ergilio Hato Stadion gespeeld. Centro Barber wist voor de zesde achtereenvolgende keer beslag te leggen op de titel en vestigde hiermee een nieuw record. In de finale werd Jong Colombia met 4-2 verslagen

## Deelnemers
- Vicekampioen Curaçao: Jong Colombia
- Kampioen Curaçao: Centro Barber
- Vicekampioen Bonaire: Real Rincon
- Kampioen Bonaire: Vespo

### Pre-finale
|                        |             |           |                   |                                                         |
| 11 augustus 2007 19:00 | Real Rincon | 0 - 1     | Centro Barber     | Stadion Antonio Trenidad Scheidsrechter: Roderick Rojer |
| 11 augustus 2007 19:00 |             | (Verslag) | Kenneth Kunst 89' | Stadion Antonio Trenidad Scheidsrechter: Roderick Rojer |

|                        |           |       |               |                          |
| 11 augustus 2007 21:00 | Vespo     | 0 - 0 | Jong Colombia | Stadion Antonio Trenidad |
| 11 augustus 2007 21:00 | (Verslag) |       |               | Stadion Antonio Trenidad |

|                        |               |       |             |                      |
| 18 augustus 2007 19:00 | Jong Colombia | 2 - 0 | Real Rincon | Ergilio Hato Stadion |
| 18 augustus 2007 19:00 |               |       |             | Ergilio Hato Stadion |

|                        |               |       |       |                      |
| 18 augustus 2007 21:00 | Centro Barber | 2 - 0 | Vespo | Ergilio Hato Stadion |
| 18 augustus 2007 21:00 |               |       |       | Ergilio Hato Stadion |

### Finale
|                        | |       |                                                  |                      |
| 26 augustus 2007 20:00 | Centro Barber                                                                                        | 4 - 2 | Jong Colombia                                    | Ergilio Hato Stadion |
| 26 augustus 2007 20:00 | Edgar Cassiani 41' 1-1 Shairon Bernardus 55' 2-1 Shairon Bernardus 70' 3-1 Shairon Bernardus 84' 4-2 |       | Eder Constancia 8' 0-1 Sherton Thorbed 73'(p)3-2 | Ergilio Hato Stadion |